# أليشا إدواردز
أليشا إدواردز (بالإنجليزية: Alisha Inacio) هي مصارعة محترفة وممثلة أمريكية، ولدت في 7 يناير 1987 في سان دييغو في الولايات المتحدة.

## وصلات خارجية
- أليشا إدواردز على موقع CageMatch worker (الإنجليزية)
- أليشا إدواردز على موقع قاعدة بيانات المصارعة على الإنترنت (الإنجليزية)
- أليشا إدواردز على موقع عالم المصارعة على الإنترنت (الإنجليزية)